# Diporiphora adductus
Espèce
Diporiphora adductus est une espèce de sauriens de la famille des Agamidae.

## Répartition
Cette espèce est endémique d'Australie-Occidentale. Elle se rencontre dans la région de Carnarvon.

## Publication originale
- Doughty, Kealley & Melville, 2012 : Taxonomic assessment of Diporiphora (Reptilia: Agamidae) dragon lizards from the western arid zone of Australia. Zootaxa, no 3518, p. 1–24 (texte intégral).